# 木村又蔵
木村 又蔵（きむら またぞう）は、戦国時代から江戸時代前期にかけての武将。加藤清正の家臣。加藤十六将（二十六将）の一人。諱は正勝。実像よりも江戸時代以後に講談で有名となった人物であり、伝承の虚構と史実との境界は不明である。相撲の達人として知られ、毛谷村六助との一番が有名である。
著書に『清正記』（一部）、『木村又蔵覚書』がある。清正記は、『續撰清正記』が寛文四年(1664年)に著述されていることから、それ以前に成立していた事になる。後者は不明。

## 略歴（講談による）
宇多天皇の末裔佐々木氏の一族で近江木村氏の出身。父は木村又右衛門春政で、（同じく佐々木氏末流の）六角承禎入道配下の侍大将だった。
ある日、砂村大六（を名乗る朝倉家臣・谷熊蔵景高）に承禎が暗殺されそうになった宴席に居合わせた小姓の又蔵は、その場から逃げて押し入れで震えていたことから、臆病又蔵の異名が付いた。しかしこれを恥じて、北向八幡神社を詣で八幡大菩薩の加護で怪力を獲得しからは、暴れ牛も投げ飛ばすような無敵の武勇を誇るようになったとされる。
観音寺城の戦いで父が戦死して浪人。姉川の戦いに勝手に参戦して、朝倉家臣の豪傑・網島瑞天坊を討ち取って、当時まだ無名の加藤虎之助（清正）の家来となった。以後、飯田角兵衛、井上大九郎の三名で、虎之助を助けて転戦。虎之助が170石を受けると、又蔵はそのうち100石を貰い受けたほど厚遇された。井上は秀吉よりも俸禄を貰っていたので、虎之助よりも大身であった。
虎之助が加藤清正となり、賤ヶ岳の戦いで七本槍の功名を挙げて5000石となると、井上と又蔵はそれぞれ1000石を貰った。さらに肥後25万石の大名となると、又蔵、飯田、井上もそれぞれ1万石を貰って大名となった。ところが、禄を返上して諸国漫遊。方々で活躍。各地の豪傑や忍者等と戦い、しばらく後に加藤家に戻るが、終生、清正への忠義を尽くして豊臣家のために奔走。その遺命に従って加藤家を出奔して大坂城に入って大坂の陣に加わった後に、肥後の国の加藤清正の墓前で割腹して果てた。